# De open samenleving en haar vijanden
De open samenleving en haar vijanden (Engels: The Open Society and Its Enemies) is een politiek-filosofisch boek van Karl Popper geschreven tijdens de Tweede Wereldoorlog en voor het eerst gepubliceerd in twee delen in 1945. Nederlandse vertalingen zijn er van 1950 en van 2007. In het boek behandelt Popper drie filosofen wier ideeën hij gevaarlijk achtte voor de open samenleving en de (liberale) democratie, namelijk Plato, Hegel en Marx.

## Deel I: De betovering van Plato
Het eerste deel, De betovering van Plato (Engels: The Spell of Plato), van het boek vormt een aanval op Plato's Politeia. Het daarin beschreven ideaalbeeld van de maatschappij is volgens Popper bij uitstek gesloten. Plato's ideale staat wordt geleid door een zich superieur voelend ras van machthebbers. Ook vreemdelingen worden niet als gelijkwaardige mensen beschouwd. Plato is volgens Popper niet meer dan een pleitbezorger van de reactie tegen de prille Atheense democratie onder Pericles, waar de eerste tekenen van een humanistische, egalitaire, dat wil zeggen open samenleving aanwezig waren.
In het Wikipedia-artikel Plato's staatkunde wordt de kritiek van Popper op Plato en vervolgens de reacties op de kritiek van Popper uitgebreid besproken.
In het eerste deel van het boek introduceert Popper ook de zogeheten paradox van tolerantie.

## Deel II: Hegel en Marx
In de vertaling van 1950 heet dit deel De springvloed van profetie (Engels: The High Tide of Prophecy: Hegel, Marx, and the Aftermath). In dit deel valt Popper het historicisme van Hegel en het historisch materialisme van Marx aan. Deze zijn volgens Popper gebaseerd op het valse idee dat de menselijke geschiedenis wetmatigheden kent, aan de hand waarvan men de geschiedenis kan voorzien. Volgens Popper kunnen die niet vastgesteld worden. Dergelijke wetmatigheden kunnen alleen als voorlopige hypotheses gesteld worden en mogen daarom niet als leidraad voor revolutionair politiek handelen dienen.
Hegel was volgens Popper niet meer dan een ordinaire pleitbezorger van het Pruisische absolutisme. Zijn doctrine luidt dat de staat alles is en het individu niets. Popper volgt uitdrukkelijk Schopenhauer, die Fichte een blaaskaak noemde en Hegel een charlatan. Bijna alle ideeën van het moderne absolutisme zijn een rechtstreekse erfenis van Hegel, ook het tribale ideaal van de heroïsche mens, met name in zijn fascistische vorm.
Marx krijgt iets meer krediet omdat zijn ideaal zeker een open samenleving geweest moet zijn. Hij was uiteindelijk een van diegenen die de idealen van 1789 (vrijheid, gelijkheid, broederlijkschap) serieus nam, maar hij baseerde zich op de verkeerde theorieën. Daarom was hij een valse profeet, en dat had vérstrekkende gevolgen. De marxisten gingen uit van een klassenstrijd. Toen zij de arbeiders achter zich kregen en grote invloed verwierven in de parlementaire democratie wisten zij niet wat ermee aan te vangen. In hun strategie bleven zij een (min of meer) gewelddadige omverwerping van de bourgeoisie voorzien. Marx sprak oorlogstaal. En de fascisten gingen tot daden over. De democratie had daar geen antwoord op, want de vernietiging van de democratie kon de revolutie alleen maar bevorderen.

## Kritiek
In verband met Hegel vertolkt Francis Fukuyama, nochtans een even groot voorstander van de liberale democratie als Popper, lijnrecht het tegenovergestelde standpunt. Verwijzend naar de geschiedenisopvattingen van Hegel, noemt Fukuyama in zijn boek Het einde van de geschiedenis en de laatste mens de democratie het einddoel van de geschiedenis.